# Harsányi Rezső
Harsányi Rezső, Holzinger Rudolf György Lipót (Acsád, 1886. április 9. – Budapest, 1971. július 19.) színész, színházigazgató.

## Életútja
Holzinger József vasúti állomásfőnök és Szalai Anna fia. Középiskoláit Sopronban járta, majd 1908-ban elvégezte a Színészakadémiát, s két évig a Vígszínház tagja volt. 1912-ben az Új Színpadhoz szerződött, onnan Kolozsvárra került, dr. Janovics Jenő színtársulatához. 1918 októberében a Belvárosi Színházhoz kapott meghívást. 1923–24-ben a Renaissance Színház, 1925-től a Belvárosi Színház, 1929–1932 között az Új Színház tagja volt. 1934-ben egy darabig a Kamara Színházat igazgatta, majd a Royal Színházban (1935–1936), a Városi Színházban (1940), az Új Magyar Színházban (1943–1944), és a Belvárosi Színházban (1946–1948) szerepelt. 1955–1957-ben a József Attila Színháznál játszott.

### Magánélete
Felesége Szűcs (Kornélia) Nelli színésznő volt, akivel 1914. április 13-án kötött házasságot Budapesten, a Terézvárosban. Nevét Harsányi Rezsőre változtatta.

## Főbb színházi szerepei
- Dandin György (Molière)
- Polonius (Shakespeare: Hamlet)
- Súgó (Földes Imre: Tüzek az éjszakában)
- Lyon rabbi (Bródy Sándor: Lyon Lea)
- Capulet (Shakespeare: Rómeó és Júlia)
- Doolittle (Shaw: Pygmalion)

## Filmjei
- Sárga csikó (1913) – sánta koldus
- Leányfurfang (1915)
- Éjféli találkozás (1915)
- A dolovai nábob leánya (1916)
- Szibéria (1916) – Szergiusz
- Mesék az írógépről (1916)
- Az egymillió fontos bankó (1916)
- A gyónás szentsége (1916)
- Fehér éjszakák (1916) – Kazimír
- Petőfi dalciklus (1916)
- A kétszívű férfi (1916)
- Soha többé… mindörökké! (1917)
- A vasgyáros (1917)
- Ciklámen (1917)
- A névtelen asszony (1917) – Laroche, volt végrehajtó
- A Gyurkovics leányok (1917) – Kelemen Tóni
- Falusi Madonna (1917)
- Sergius Panin (1917) – Caynel
- A vágy (1917) – Hazugság
- Baccarat (1917) – Armand de Bredelbal gróf
- Hotel Imperial (1917) – Szultanov
- Terike (1924) – Balázs főtisztelendő úr
- Terike (1927, szkeccs) – Balázs főtisztelendő úr
- A vén gazember (1932, magyar-német) – vizsgálóbíró
- Iza néni (1933) – tisztelendő úr
- Emmy (1934) – színigazgató
- Szerelmi álmok (1935, magyar-német) – ezredes
- Marika (1937) – gróf Kápolnay
- Az örök titok (1938) – François Montmoulin plébános
- Érik a búzakalász (1938)
- Az utolsó dal (1941) – Bányai Kálmán, bankigazgató, Mária apja
- Bajtársak (1942) –  Dr. Schmiedt alezredes
- Isten rabjai (1942) – Perjel
- Fekete hajnal (1942) – Vándor Máté táblabíró, László apja
- Lejtőn (1943) – Blair abbé
- Szováthy Éva (1943) – Mátyás, börtönőr
- Egy fiúnak a fele (1943–44) – Dr. Gergely, körorvos
- A nagyrozsdási eset (1957)
- A tettes ismeretlen (1958)